# Diversidad sexual en Puerto Vallarta

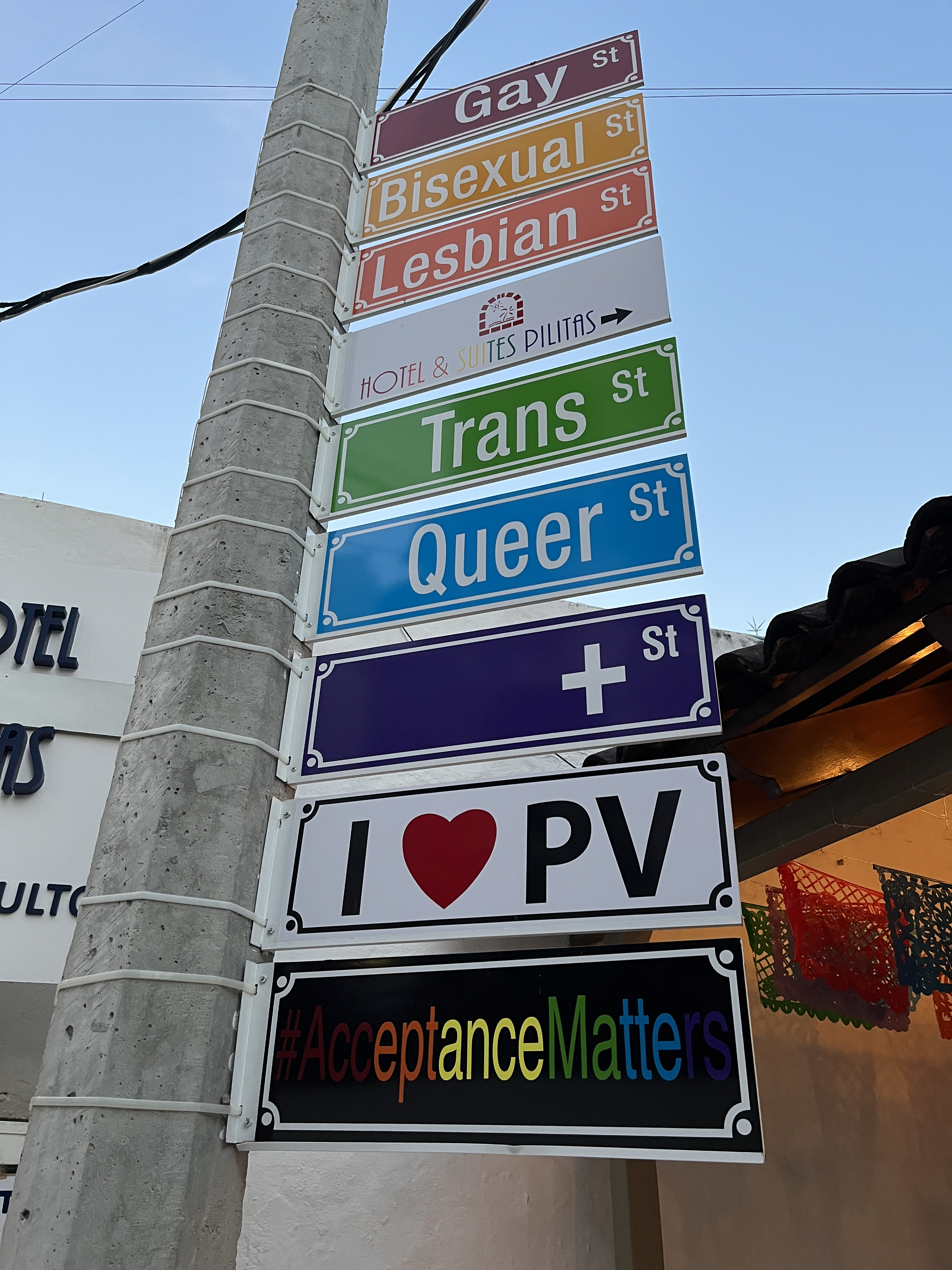
Letrero en Puerto Vallarta en reconocimiento de las poblaciones LGBT, 2023.

La diversidad sexual en Puerto Vallarta engloba las distintas manifestaciones de sexualidad y género de las poblaciones LGBT que han habitado la ciudad mexicana de Puerto Vallarta a lo largo de su historia. La ciudad de Puerto Vallarta, ubicada en el estado de Jalisco, es un destino popular para turistas LGBT+. CNN ha descrito a la ciudad como el "principal destino LGBT" de México, con "uno de los mejores festivales del Orgullo LGBT en todo el mundo". Según The Independent, la ciudad es "la capital gay de México, con todo un distrito de hoteles y restaurantes que atienden a la comunidad LGBT+". La cultura LGBT de Puerto Vallarta tiene su base en la Zona Romántica, que incluye la Playa de los Muertos.
Puerto Vallarta, especialmente la Zona Romántica, tiene muchos negocios que atienden a personas LGBT, incluidos clubes de playa, bares y discotecas, saunas LGBT, clubes de striptease, hoteles y lugares de espectáculos. La ciudad cuenta con clínicas privadas y organizaciones sin fines de lucro que se especializan en atención médica LGBT y brindan acceso a la profilaxis previa a la exposición (PrEP).
La marcha del orgullo de Puerto Vallarta atrae a miles de personas anualmente. La ciudad alberga otros eventos LGBT, como fiestas del circuito y la semana anual Beef Dip Bear, que se enfoca en la comunidad de osos. Puerto Vallarta es reconocida como un destino seguro para los viajeros LGBT, aunque se han reportado casos aislados de violencia contra personas LGBT.

## Turismo LGBT
En 2016, el diario estadounidense New York Times afirmó que Puerto Vallarta estaba entre los destinos más amigables con las personas LGBT "al sur de la frontera". En 2023, el diario inglés The Times dijo que una quinta parte de los visitantes a la ciudad eran LGBT y que "viajeros homosexuales han estado visitando Puerto Vallarta desde la década de 1960 y han convertido a la Zona Romántica, donde se lleva a cabo el Orgullo de Vallarta, como el barrio LGBT". El Yucatán Times llamó a la ciudad "super-gay" en un reportaje de 2019.

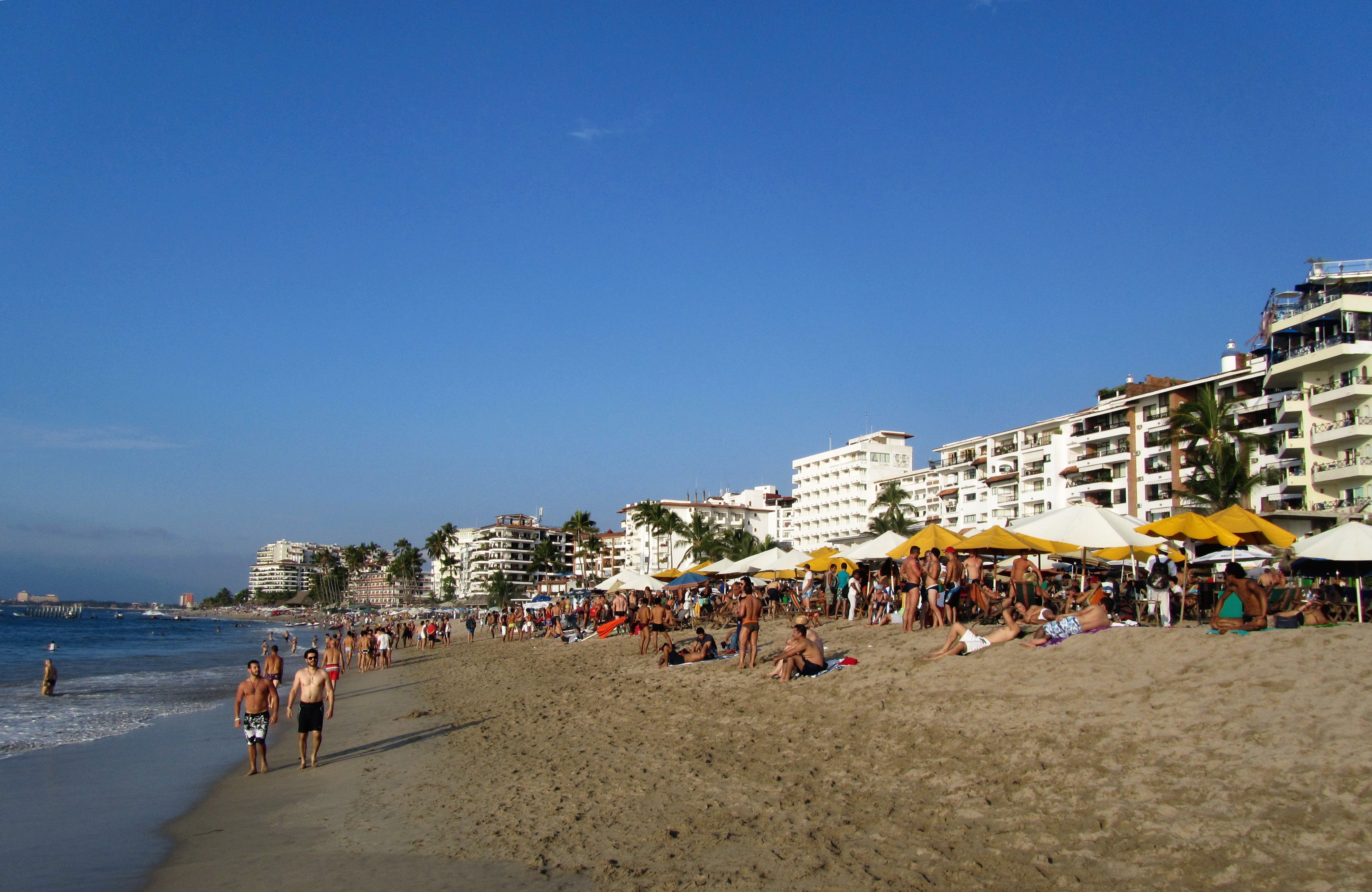
Área LGBT de Playa de los Muertos, en la Zona Romántica.

En 2014, Jennifer Polland incluyó a Puerto Vallarta y la cercana Punta Mita en la lista del medio digital Business Insider como uno de los 12 "mejores destinos de luna de miel para parejas homosexuales", y Gareth Rubin incluyó a Puerto Vallarta en la lista de CNN de "excelentes lugares para una luna de miel entre personas del mismo sexo". En 2018, Bill Malcolm, del Windy City Times, calificó a Puerto Vallarta como "posiblemente la ciudad más incluyente con personas LGBT en América del Norte" y añadió: "piensen en Boystown combinado con el Barrio Francés de Nueva Orleans: calles adoquinadas, una excelente zona de bares y maravillosas playas". En un artículo del South Florida Gay News de 2020, Malcolm llamó además a Puerto Vallarta "el resort LGBT premier de América del Norte". Lectores de OutSmart seleccionaron también a la ciudad como destino favorito de viajes y lunas de miel LGBTQ+.
La cultura LGBT de Puerto Vallarta tiene su base en la Zona Romántica, que incluye una playa y negocios frecuentados por la comunidad LGBT+. Según John Gottberg Anderson, de The Bulletin, "gran parte del romance en [la Zona Romántica] es del tipo gay y lésbico, ya que esta subcultura es ampliamente aceptada aquí". Según el Bay Area Reporter, "el barrio gay ... se centra alrededor de la intersección de Lázaro Cárdenas e Ignacio L. Vallarta". El extremo sur de la Playa de los Muertos de la zona se considera incluyente con la diversidad sexual y es popular entre los viajeros LGBT. SFGATE afirmó que "la playa más popular para los gais es el área al sur del muelle y justo al norte" de la escultura de El niño sobre el caballito de mar.

## Negocios y organizaciones

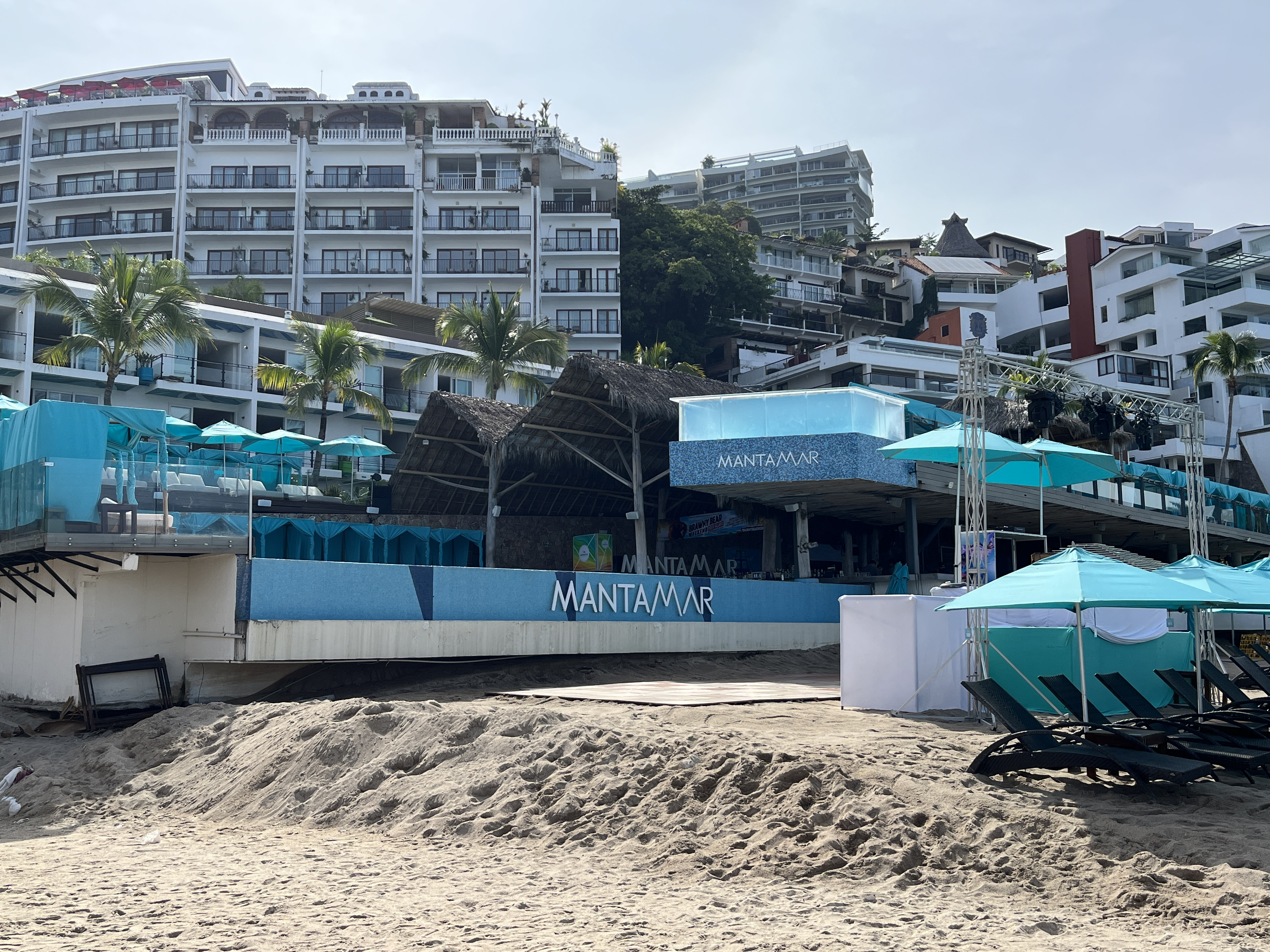
Bar LGBT Mantamar Beach Club Bar & Sushi, ubicado en la Playa de los Muertos.

Puerto Vallarta tiene muchos negocios que atienden a la comunidad LGBT, especialmente en la Zona Romántica y, en menor medida, en la Zona Centro. Según el periódico LGBT canadiense Daily Xtra, "hay alrededor de treinta bares y discotecas gay, muchos cafés y restaurantes inclusivos y más de una docena de hoteles y hostales gay".
Blue Chairs Resort by the Sea, Mantamar Beach Club Bar & Sushi y Café Ritmos Beach son algunas de las discotecas LGBT ubicadas de playa a lo largo de la Playa de los Muertos. Entre las empresas que realizan excursiones en barco se encuentra Diana's Tours, operado por mujeres lesbianas, y el Wet and Wild Cruise, que ofrece "recorridos por la costa que concluyen con una fiesta en una playa aislada y en la que la vestimenta es opcional", según la revista Out.

### Bares, discotecas y restaurantes

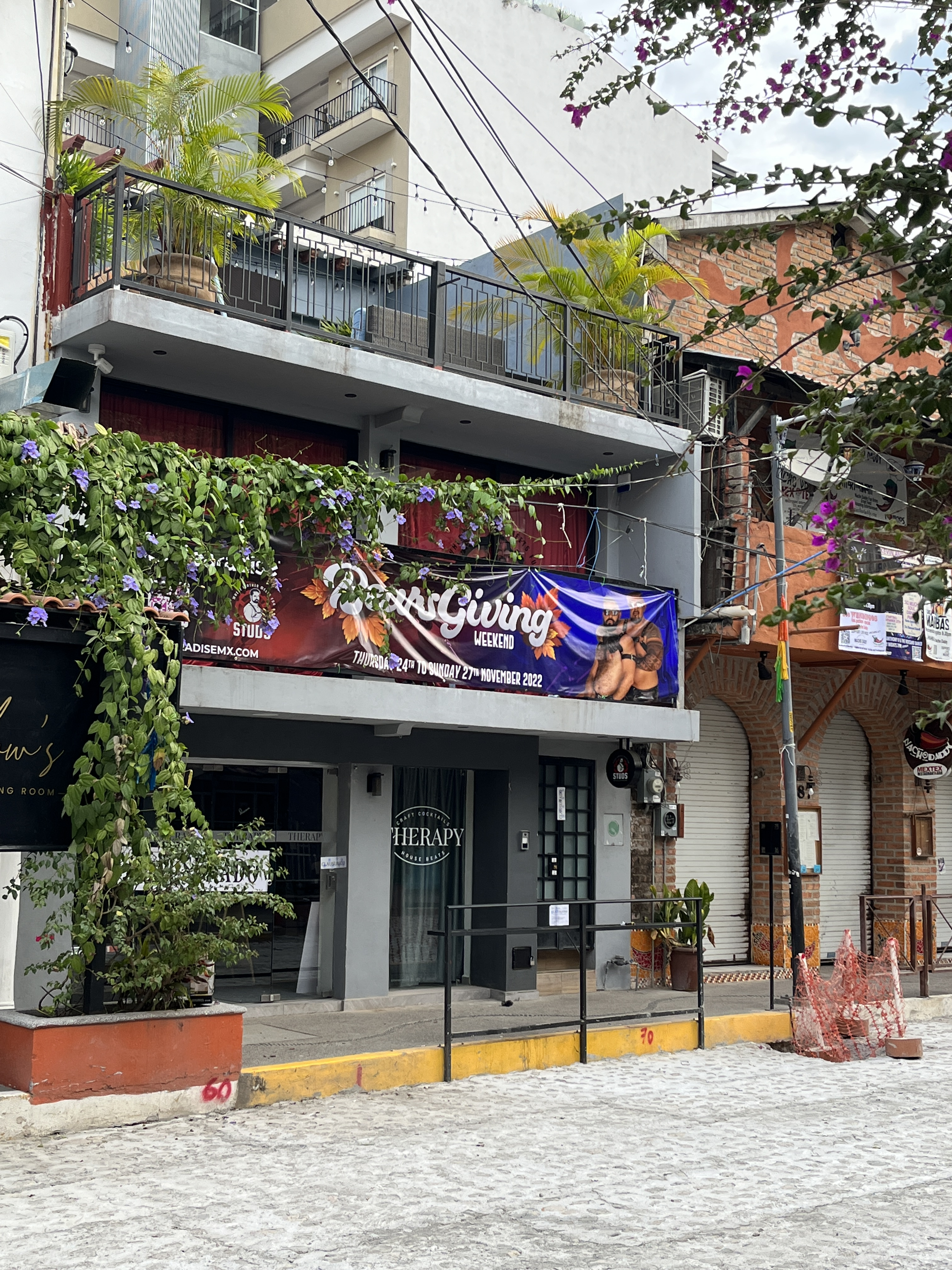
Fotografía de 2022 de Studs, que se expandió a dos pisos después del cierre de Therapy.

Entre los primeros establecimientos LGBT de la ciudad se encontraban el Piano Bar y Los Balcones. El propietario del Bar Frida indicó que Piano Bar no era "oficialmente" gay, pero que era popular entre la "gente de Hollywood". Según SFGate, Los Balcones era propiedad de mujeres lesbianas y "fue probablemente el segundo bar LGBT más antiguo después del Piano Bar, que data de la década de 1980". The Observer describió la pista de baile de Los Balcones como "opulento art déco mexicano, dominada por una sala completamente blanca y de alta tecnología". El bar gay Crema funcionó posteriormente en el espacio donde antes se encontraba Los Balcones, aunque por corto tiempo.
El tradicional bar Aria, ubicado en la calle Pino Suárez y conocido por su happy hour, cerró en 2001. Entre otros establecimientos desaparecidos se encuentran Candy Bar y Club Mañana, que abrió sus puertas en 2005 y que alguna vez fue el bar gay más popular de la ciudad. En el espacio ocupado por Kooky funcionó la cantina Los Equipales (2010-2016). Albergaba karaoke y era popular entre los gais y lesbianas locales. NYPV tenía una gran pista de baile y un busto de la Estatua de la Libertad de 15 pies de altura. Sólo funcionó de marzo a noviembre de 2004. Plasma (2006-2009) ha sido descrito como "una combinación de dos propiedades adyacentes, una barra en un lado y una vibra más sexy, estríper y go-go boys en el otro lado". En 2007, Plasma tenía un cuarto oscuro y era popular entre las comunidades de osos. Stereo fue descrito como un "bar salón de vídeo de alta tecnología" en 2007. Zotano abrió sus puertas en 1995 y fue reemplazado por Por Que No / Why Not? en 1997. En el espacio que ahora ocupa el club de striptease masculino Antropology, Por Que No / Why Not? alojó estrípers y operó hasta principios de 2001.
Muchos de los bares bares más antiguos de la ciudad cerraron sus puertas durante la Gran Recesión de 2008, entre ellos Amor, Bite Me Beach Club, Casanovas, Club Mañana, Deja Vecu, El Pianito, Freedom PV, Kit Kat, KokoHome Club, Kox, La Bola, Los Balcones, Miseria, Picante, Plasma/Club Zenit, Stereo, Stonewall, The Ranch y Tease. Cuando la discoteca Therapy cerró en la década de 2020, Studs se amplió para ocupar su espacio y pasar a ser de dos pisos.
En 2020, Jim Malcolm del Washington Blade dijo que Zona Romántica tenía 32 "bares LGBT que son bastante variados". Muchos están ubicados a lo largo de Lázaro Cárdenas y Olas Altas. Los bares gay y clubes nocturnos LGBT más destacados incluyen Bar Frida, CC Slaughters, Garbo, La Catrina Cantina, La Noche, Mr. Flamingo, Paco's Ranch, y Bar Reinas. Paco's Ranch se estableció como Club Paco Paco en 1989. Al propietario de Paco's Ranch se le atribuye el mérito de influir en la percepción de la comunidad LGBT+ a nivel local. Sobre este tema, Xtra Diario afirmó:

La evolución gay de ciudad inició... cuando Paco Ruiz abrió su discoteca gay, Club Paco Paco... En ese entonces solo había un bar gay en la localidad. A pesar de haber sido arrestado en tres ocasiones, Ruiz no se dejó intimidar por el acoso policial. Posteriormente, la atención mediática y la simpatía pública a raíz del hecho generaron un ambiente más amigable tanta para su negocio como para otros emprendimientos gay.

El pequeño bar Apaches, regentado por mujeres lesbianas, se encuentra ubicado en Olas Altas. Descrito como un lugar "popular entre las mujeres homosexuales" en 2007, el bar generalmente tiene su mayor concurrencia a primera hora de la tarde. The Rough Guide to Mexico describe a Apaches como un "lugar de gais y lesbianas popular y acogedor donde los grupos se reúnen para tomar martinis y cócteles durante la hora feliz, llenando el acogedor bar interior y las mesas ubicadas en la acera". En 2007, Bench and Bar fue descrito como "un escaparate popular de entretenimiento local centrado en personas homosexuales", mientras que Budda Lounge era un bar y restaurante propiedad de lesbianas popular entre mujeres. Otros sitios populares incluyen a Code, descrito por la revista Out como "un espacio inclusivo para personas LGBTQ con un ambiente parecido al de Las Vegas; con esferas que caen del techo y cambian de color mientras las llamas se disparan desde la cabina del DJ". El Secreto de la Muxe acoge espectáculos drag. Elixir Mixology ha sido descrito como "un bar propiedad de lesbianas y un espacio seguro para mujeres queer".
El Hotel Mercurio Bar, apodado "Jorge's Bar" en honor a su antiguo barman, se encuentra en el Hotel Mercurio. PinkNews ha dicho que La Cantina Margarita es "probablemente el bar gay más relajado y adulto" de la Zona Romántica. El bar gay La ChaChaLaCa, que se estableció como StreetBar Vallarta a finales de 2016, tiene una bandera del orgullo gay cerca de la entrada y una galería en la pared del patio que muestra "divas de Hollywood". Los Equipales Grill, propiedad de lesbianas, fue descrito como posiblemente el "bar gay más mexicano" de la ciudad en 2007 y era popular entre los hombres gais. Nox es un bar gay con una noche de striptease, y One Six One es un salón de cócteles artesanal. Out describió a Qulture como "un bar al aire libre con galerías de arte de artistas LGBTQ+". El popular Top Sky Bar forma parte de Almar Resort, junto con Mantamar.
En 2020, durante la pandemia de COVID-19, Brian Kent Productions y Vallarta Pride organizaron el evento de transmisión en vivo PV Strong para beneficiar a los empleados de establecimientos de vida nocturna LGBT+ a través del Fondo de Ayuda para la Vida Nocturna de Puerto Vallarta. Según los organizadores, el evento en línea fue "el único evento Oficial del Orgullo de Vallarta que se llevó a cabo en lugar de los eventos originalmente planeados para 2020, que fueron cancelados". Entre los participantes estuvieron Brooke Lynn Hytes, Eliad Cohen, Hedda Lettuce, Levi Kreis, Kim Kuzma, Mama Boobs, Ross Mathews, Nina Flowers, Shangela, Sherry Vine, Valentina y Varla Jean Merman. Los establecimientos beneficiados incluyeron a Blondies, Garbo, La Noche, Mantamar, Mr. Flamingo, Reinas, The Top y Wet.

### Saunas y clubes de striptease

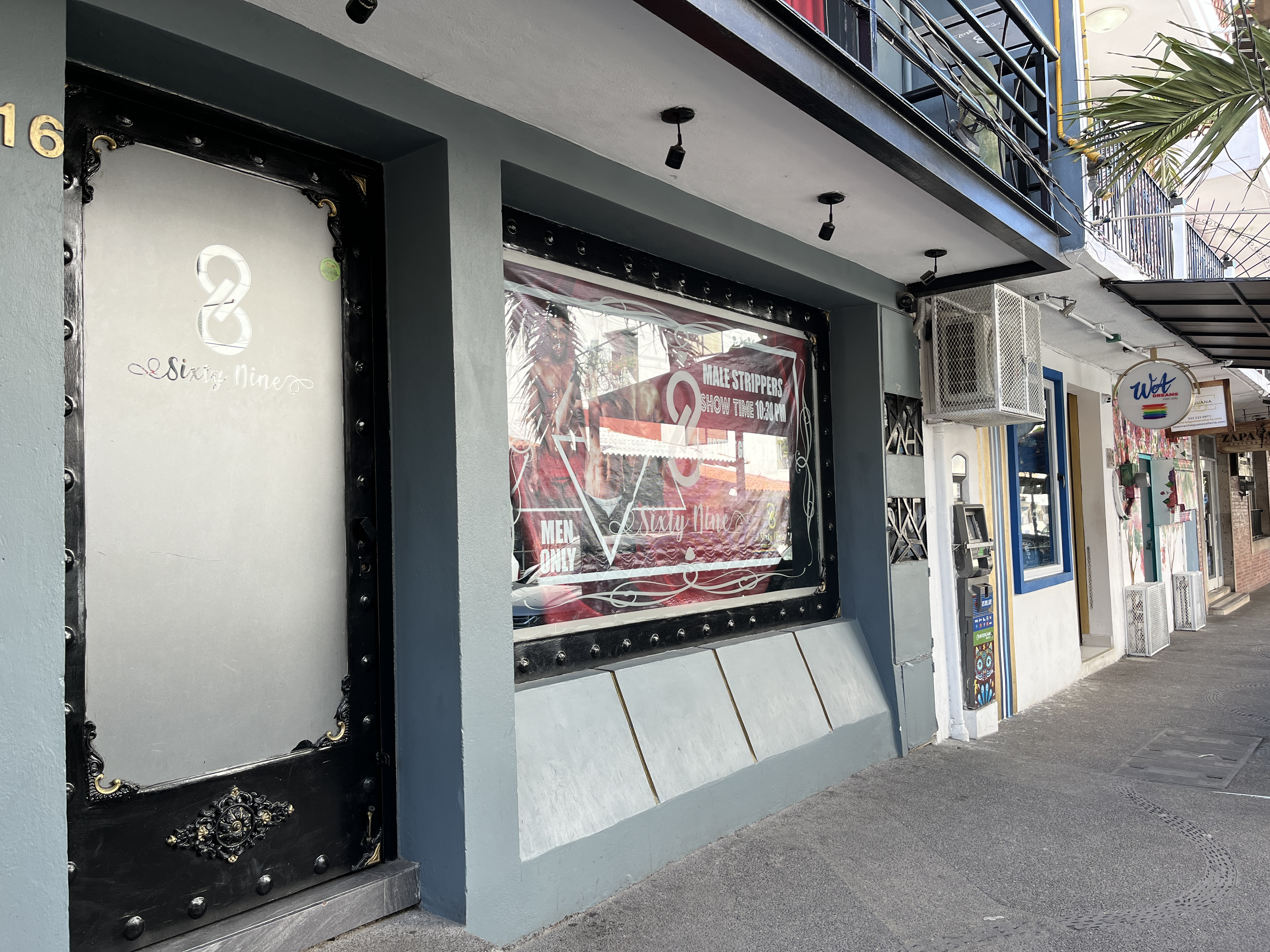
Sixty Nine y Wet Dreams en la Zona Romántica en 2023.

Spartacus es una conocida sauna gay. Según GayPV, Puerto Vallarta alberga "algunos de los clubes de striptease gay más populares de México". Para 2020, la ciudad contaba con tres clubes de striptease masculinos para público LGBT: Antropology, Sixty Nine y Wet Dreams. El más grande es Antropology, que se estableció en 2000 y cuenta con una ducha go-go. Según Out, Sixty Nine "ofrece una experiencia más exclusiva, con expertos bailarines de barra realizando asombrosas hazañas para la multitud", y Wet Dreams "es probablemente el más conocido". Establecido en 2018, Wet Dreams (o simplemente Wet) fue el primer lugar de este tipo en albergar un espectáculo de ducha go-go. El lugar, que cuenta con dos pisos, lleva a cabo "tradicionales espectáculos de striptease al estilo estadounidense", según GayPV.

### Cuidado de la salud

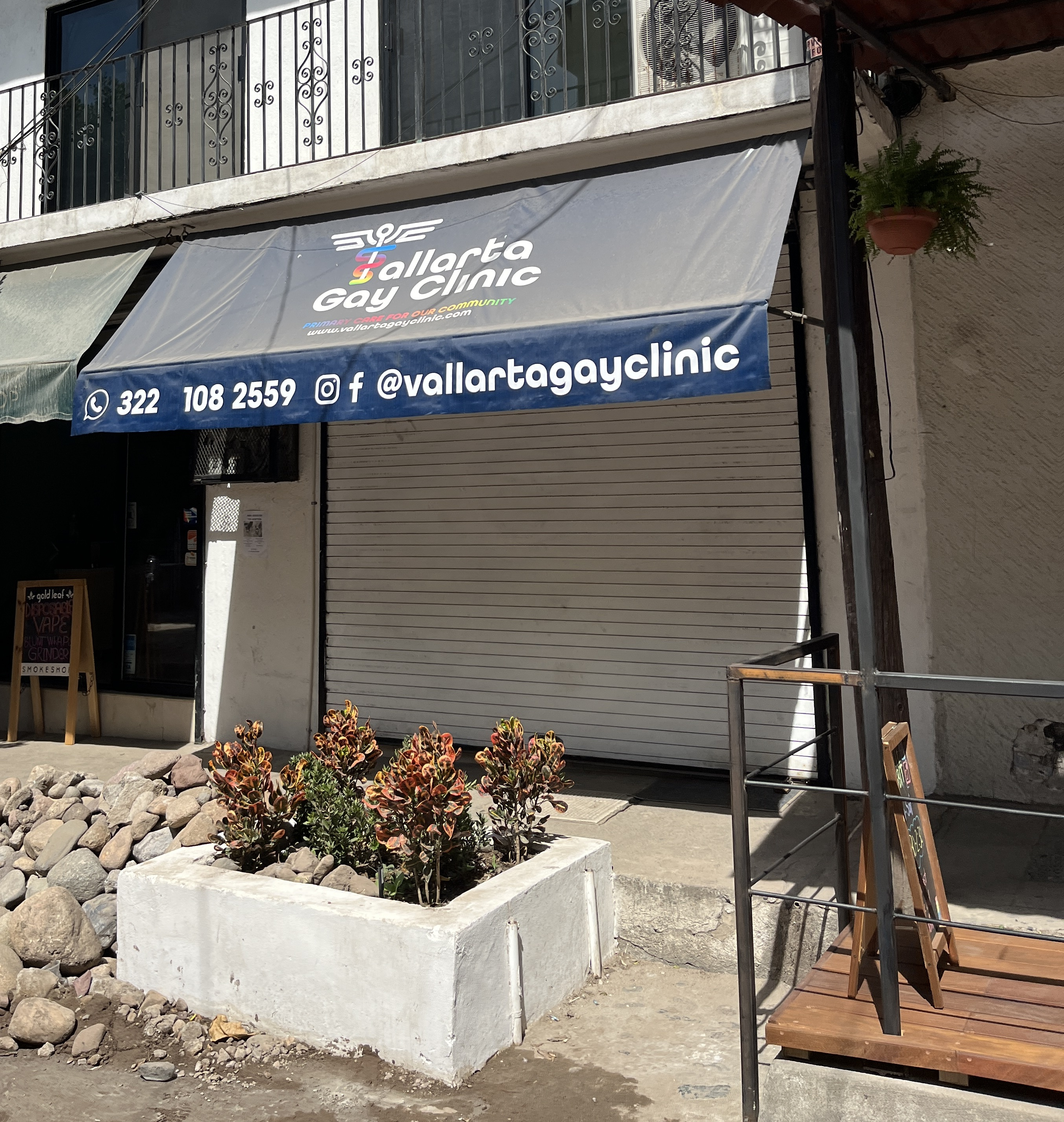
Clínica Gay Vallarta, 2023

En 2023, se inauguró en la Zona Romántica una clínica privada especializada en atención médica LGBT llamada Vallarta Gay Clinic. Además, la plataforma de telesalud LGBT MISTR anunció planes para abrir su primera ubicación internacional en la Zona Romántica en abril de ese año. Según Bear World Magazine, MISTR ofrecerá una "presencia en persona...donde mexicanos, residentes permanentes y no residentes de México y América Latina podrán recibir acceso gratuito" a la profilaxis previa a la exposición (PrEP).
Solidaridad Ed Thomas AC (SETAC) es una organización local y un centro comunitario enfocado en la atención médica LGBT. Según Bear World, SETAC se dedica a "educar y distribuir información sobre el VIH y otras infecciones de transmisión sexual". Esta organización sin fines de lucro operaba dos sucursales en Puerto Vallarta, incluida una en la Zona Romántica. SETAC lanzó un programa de PrEP en 2018. Un acuerdo inicial para un programa de tres años buscaba brindar tratamiento a 300 personas sin costo, en colaboración con CENSIDA, la Clínica Especializada Condensa de la Ciudad de México, el Instituto Nacional de Salud Pública y el Fondo de Población de las Naciones Unidas. En 2022, SETAC iluminó con luces rojas Los Arcos y el Palacio Municipal de la ciudad para conmemorar el Día Mundial del Sida. Ambas ubicaciones detuvieron sus operaciones en febrero de 2023 debido a la falta de financiación gubernamental.

### Hoteles y complejos turísticos

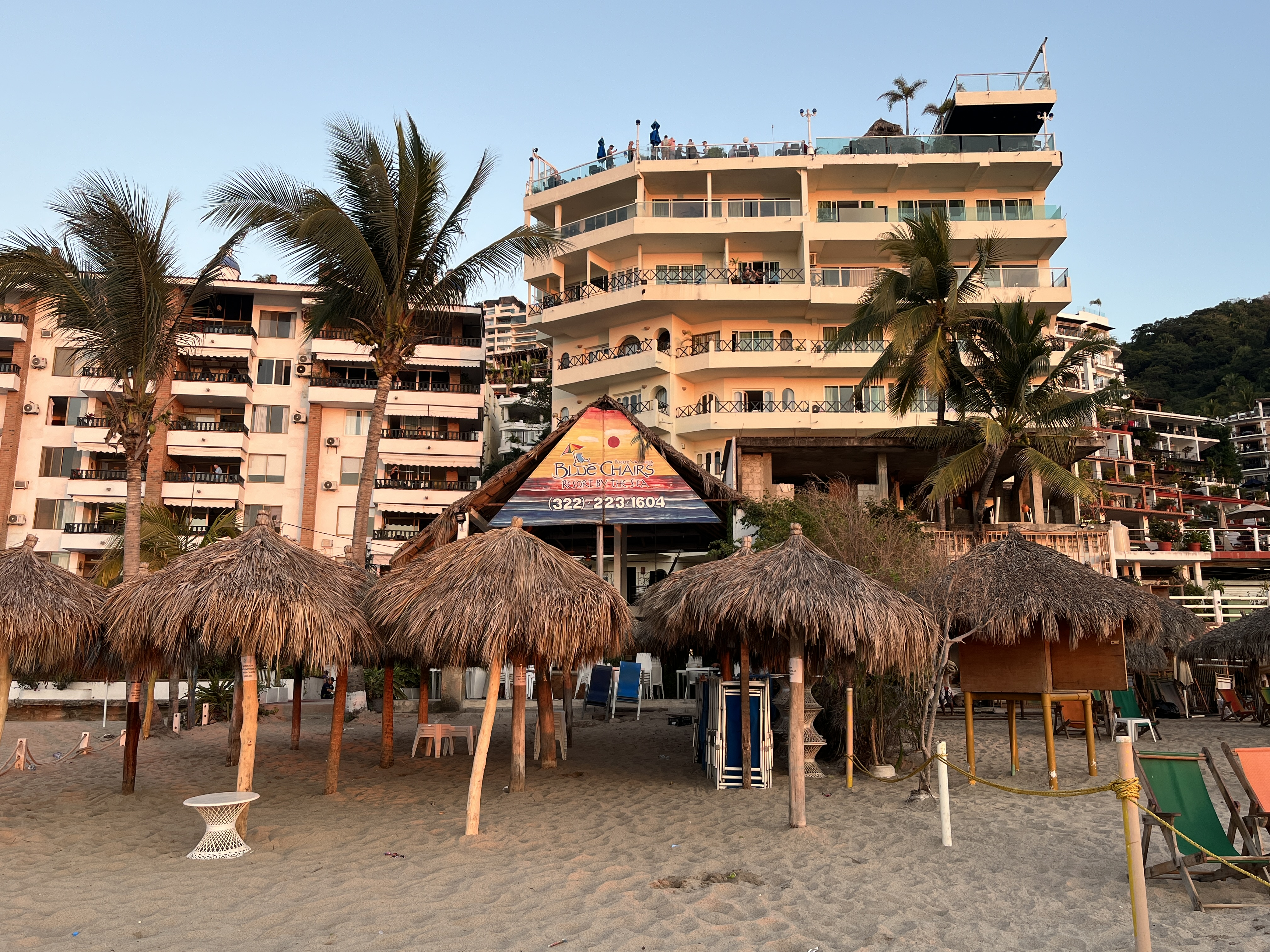
Hotel Blue Chairs Resort by the Sea en 2023.

Puerto Vallarta ofrece muchos alojamientos enfocados en personas LGBT, incluidos bed and breakfast, casas de huéspedes, hoteles, albergues y complejos turísticos. Según Keith Langstone de Lonely Planet, "todos los complejos turísticos de grandes marcas son inclusivos con las personas LGBTIQ, e incluso hay hoteles exclusivos para ellas". Además de Almar Resort y Blue Chairs Resort by the Sea, otros hoteles y resorts LGBT+ incluyen a The Abbey Hotel, Amaca, Casa Cupula, Hotel Mercurio, Piñata PV, y Villa David. En 2007, el Bay Area Reporter dijo: "El Vallarta Cora es el hotel gay más antiguo de Puerto Vallarta y atrae a un público muy leal incluso durante los meses más tranquilos del verano. Es exclusivo para hombres y también es el único hotel gay de la ciudad donde la ropa es opcional".
Almar Resort, afiliado a Mantamar y Top Sky Bar, fue descrito como el "único resort LGBT+ de lujo" de Puerto Vallarta en Lonely Planet México en 2022. Ross Mathews se casó en el hotel en 2022. Casa Cupula organiza semanalmente una fiesta de desnudos en su piscina. El Hotel Mercurio organiza una parada de cerveza con espectáculos de drag y striptease llamado Beer, Boys y Burgers. Marriott Puerto Vallarta Resort & Spa ha sido descrito como un hotel amigable para gais y lesbianas.

### Establecimientos artísticos

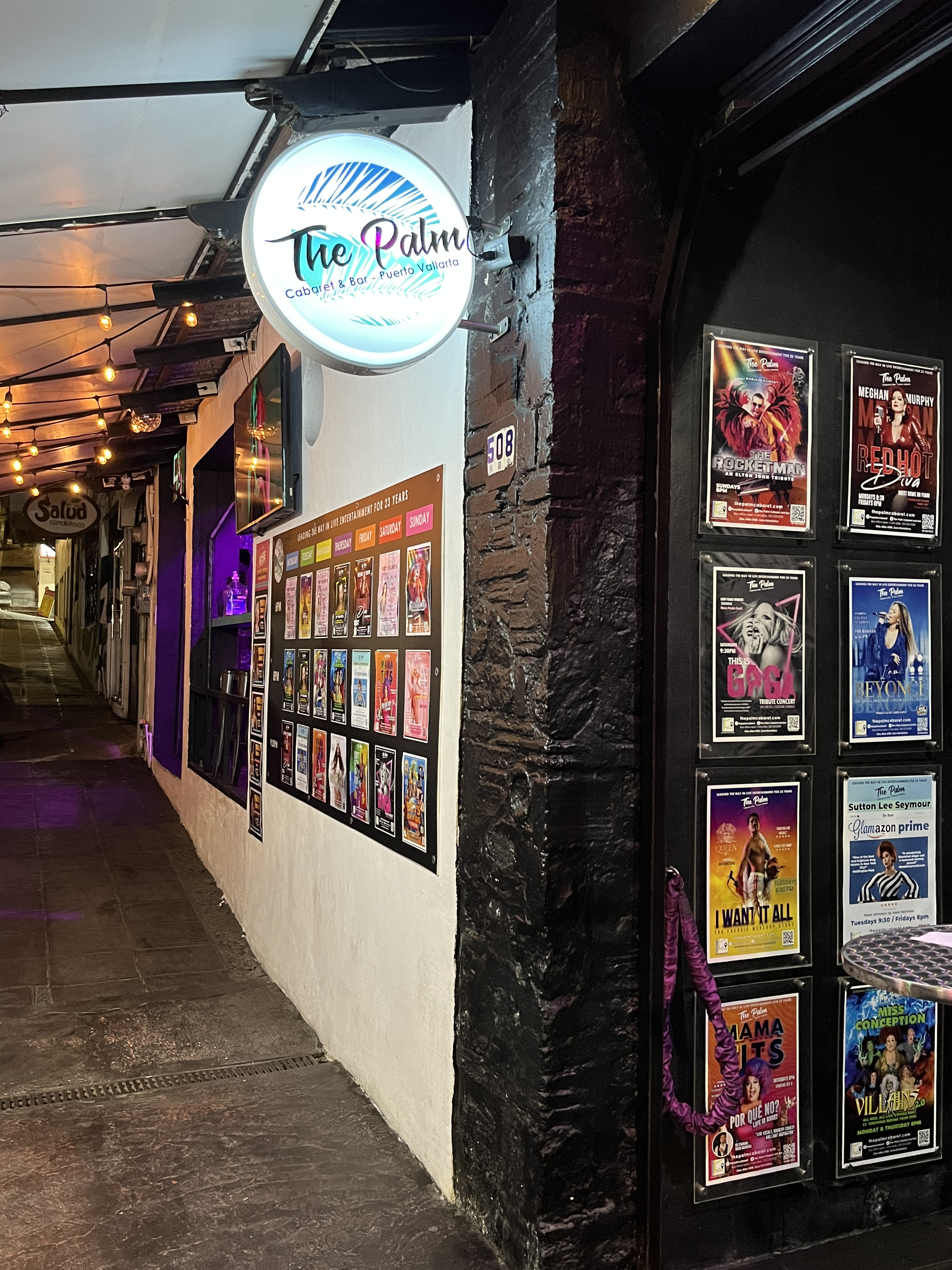
Cabaret y bar Palm, 2023

Entre los lugares de presentaciones artísticas en Puerto Vallarta se encuentran Palm Cabaret and Bar y Act II (también conocido como Act2PV), los cuales han albergado espectáculos drag de Mama Boobs y otras drag queens. Sobre Palm, Frommer's dijo que su público es "en su mayoría gay, aunque los heterosexuales no se sentirán fuera de lugar si vienen". El sitio ha albergado a Dame Edna Everage y espectáculos tributo a íconos gay y artistas LGBT+ como Lady Gaga y Freddie Mercury. Palm presentó los programas drag Miss Conception's TV Land en 2019, Booby Tunes en 2020, y Dueling Drag Divas durante 2020-2021.
Además de los espectáculos de drag, Act II ha acogido producciones de The Rocky Horror Picture Show y un programa dedicado a Whitney Houston. El Red Room de Act II ha presentado además espectáculos drag de Hedda Lettuce, así como The Very Breast of JoAnna y presentaciones de Miscast Men of Broadway de The Boy Band Project.

### Publicaciones
Entra las publicaciones enfocadas en el público LGBT+ en Puerto Vallarta se encuentran Gay Guide Vallarta, GayPV y Urbana Revista. Gay Guide Vallarta está escrita principalmente en inglés, mientras que GayPV está disponible tanto en inglés como en español. GayPV está asociada con la Oficina de Visitantes y Convenciones de Puerto Vallarta. La revista Urbana Revista, por su lado, ofrece listados de eventos en línea y abarca además la ciudad de Guadalajara.

## Eventos

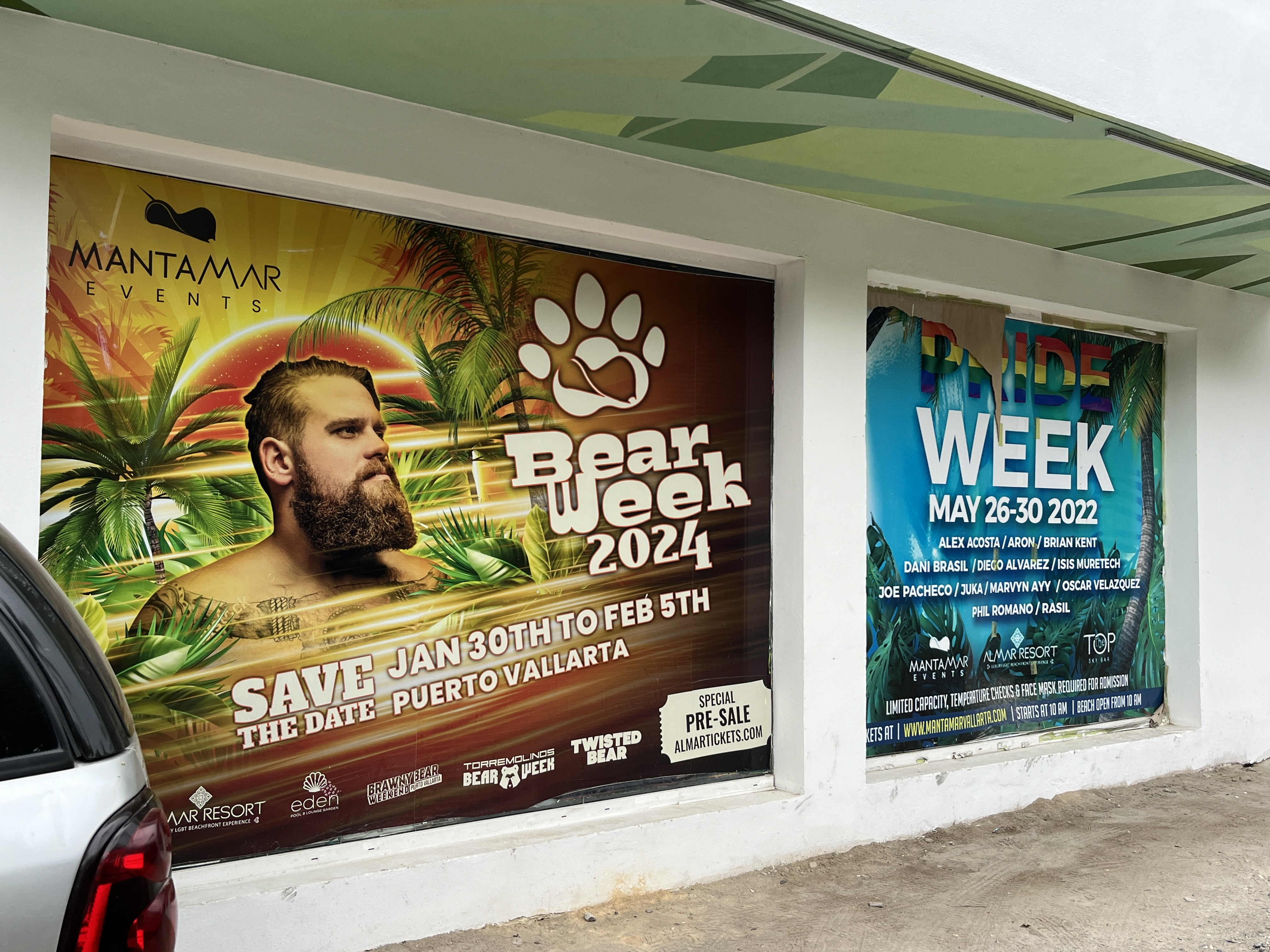
Letreros de la Semana del Oso y la Semana del Orgullo en el exterior de Almar Resort, 2024

Desde hace treinta años, Puerto Vallarta ha sido sede de eventos en el marco del Día Mundial de la Lucha contra el Sida. Las actividades han incluido caminatas, conferencias y talleres que buscan aumentar la concientización sobre la prevención de la infección por VIH.
Fiestas del circuito se llevan a cabo los fines de semana cercanos a días festivos estadounidenses como el Día de Acción de Gracias, la víspera de Año Nuevo, y el Día de los Presidentes. En 2021, algunos miembros de la comunidad LGBT criticaron la celebración de una fiesta del circuito en la víspera de Año Nuevo durante la pandemia de COVID-19 por ignorar las normas sanitarias.
Puerto Vallarta fue un recinto turístico cuando Guadalajara fue coanfitrión de los Gay Games de 2023.

### Orgullo de Vallarta
Puerto Vallarta realiza una celebración anual del Orgullo LGBT a mediados o finales de mayo. De acuerdo a The Advocate, los organizadores del Orgullo de Vallarta "trabajan por un futuro sin discriminación donde todos tengamos los mismos derechos bajo una ley justa e igualitaria. Lo logran a través de eventos LGBT que inspiran, conmemoran y celebran a la comunidad". En 2014, SFGATE dijo que el evento se había "ampliado de un fin de semana de tres días a cinco días de fiestas en la playa, festivales de música, desfiles de moda, actividades variadas y una ceremonia de compromiso masiva".
Durante la celebración se desarrollan actividades por toda la ciudad, incluidas las playas. En 2017, aproximadamente 17 000 personas asistieron al Orgullo de Vallarta. La marcha del orgullo contó con 60 carrozas y atrajo a unos 7000 espectadores. Otras actividades incluyeron una Fiesta de Mujeres en la Azotea, una Fiesta Glowjob en Casa Cupula, una fiesta del circuito inspirada en el Carnaval en Mantamar, proyecciones de películas LGBT+ y una feria de salud en Plaza Hidalgo. Nelson Branco de Toronto Sun dijo sobre su experiencia de 2017: "La ciudad no solo permitió que los policías caminaran en la marcha, sino que, por primera vez, toda la policía, las fuerzas médicas y los bomberos desfilaron con orgullo por el malecón, incluido el alcalde [Arturo Dávalos Peña]".
En 2018, el Orgullo de Vallarta incluyó eventos artísticos y culturales que duraron siete días. El evento de 2019 contó con un desfile de moda en trajes de baño. National Geographic dijo en 2019: "El desfile atrae a casi todos los residentes para ver a los manifestantes y las coloridas carrozas pasar por el pintoresco Malecón y termina con una fiesta festiva en la cuadra". Lola Méndez calificó a Puerto Vallarta como número uno en la lista de "mejores lugares del mundo para celebrar el Orgullo en 2023" del diario The Times.

### Beef Dip Bear Week
El evento anual Beef Dip Bear Week está dirigido a la comunidad de  osos. La revista Bear World describió el evento como "uno de los eventos de osos más importantes del mundo". Según Quadratín Jalisco, Beef Dip Bear Week es el evento de osos más grande del mundo. La decimonovena edición del evento, celebrada en 2023, duró ocho días. Beef Dip Bear Week beneficia causas sociales. Lo recaudado en 2023 benefició a SETAC y a un banco de alimentos local.

## Seguridad

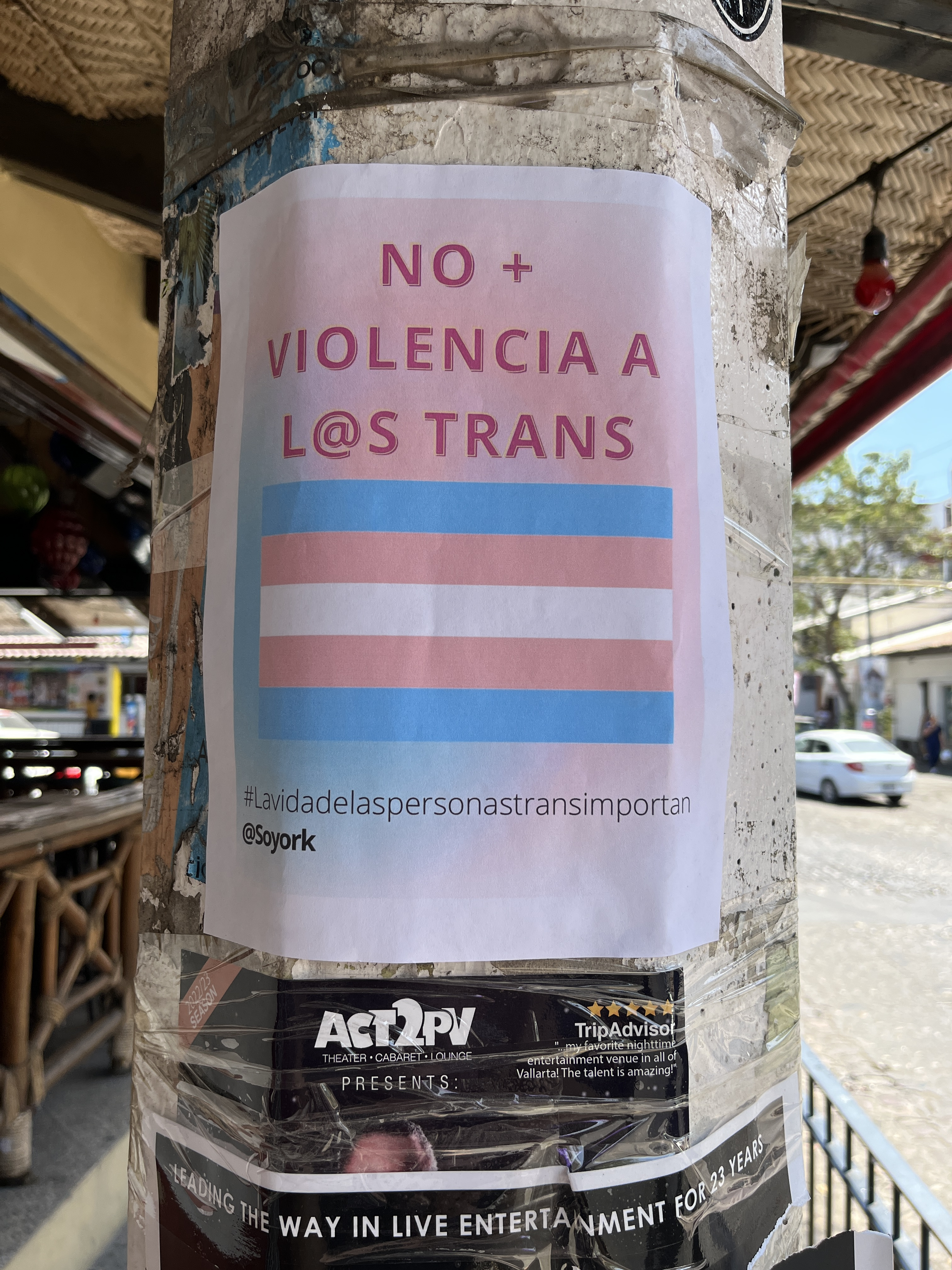
Letrero en Zona Romántica condenando la violencia contra personas transgénero, en 2023.

Puerto Vallarta es reconocida como uno de los destinos de viaje más seguros para la comunidad LGBT+. A pesar de esto, en la ciudad se han producido casos de violencia homofóbica.
En 2018, un hombre armado atacó a una pareja gay que estaba tomada de la mano cerca del Parque Lázaro Cárdenas, hiriendo a una persona. Una de las víctimas "alegó que el incidente estuvo motivado por la sexualidad de la pareja" y "expresó su preocupación de que la policía estuviera encubriendo lo que realmente sucedió para no dañar al sector turístico". La Asociación de Negocios y Turismo LGBT de Puerto Vallarta y el Patronato de Turismo de Puerto Vallarta emitieron un comunicado conjunto condenando el ataque y expresando simpatía por la pareja.
De acuerdo a Vallarta Daily News, en 2018, la policía local estuvo colaborando con el Colectivo LGBTTTI Vallarta en capacitaciones de sensibilización. En 2022, el comisionado de policía de la ciudad anunció la creación de la primera Unidad de Policía Gay de México.

## Arte
En 2022, la comisión de construcción de Puerto Vallarta anunció planes para pintar cruces peatonales arcoíris en las intersecciones de los barrios Amapas y Zona Romántica. En 2023, el artista Octavio González empezó a trabajar en la primera escultura de Puerto Vallarta dedicada a la comunidad LGBT+.